# Ilha Rabi
Rabi é uma ilha vulcânica no norte de Fiji, na província de Cakaudrove. Fica perto da ilha Taveuni (5 km a oeste) no grupo de Vanua Levu. Tem 66,3 km2 de área, com máxima altitude de 463 m e 46,2 km de costa. Conta com cerca de 1349 habitantes, dos quais 1067 gilberteses.
É atravessada pelo meridiano 180.